# Minolta TC-1

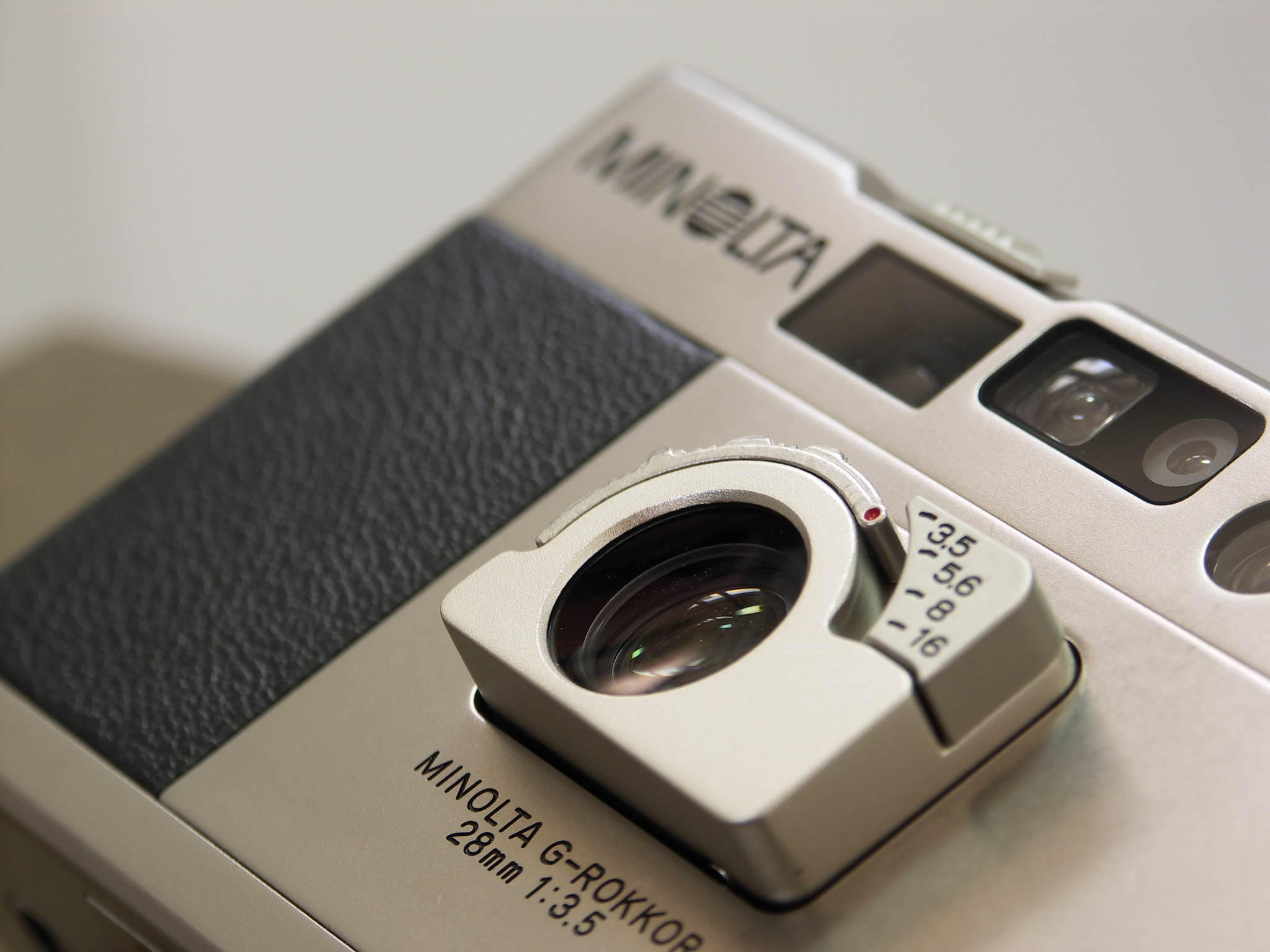
TC-1 mit 28-mm-Objektiv

Die Minolta TC-1 ist ein 35mm-Fotoapparat von Minolta und die kleinste Kleinbildkamera der Welt. Diesen Titel übernahm sie 1996 von der Minox 35.
Merkmale der Minolta TC-1
- Optischer Direktsucher
- Blitz eingebaut
- G-Rokkor 28mm F/3.5 Objektiv
- 1/750s bis 4 Sekunden Verschlusszeit
- Automatischer Fokus